# Лихтенвёрт
Лихтенвёрт (нем. Lichtenwörth) — ярмарочная коммуна (нем. Marktgemeinde) в Австрии, в федеральной земле Нижняя Австрия.
Входит в состав округа Винер-Нойштадт. Население составляет 2984 человека (на 31 декабря 2005 года). Занимает площадь 22,87 км².

## Политическая ситуация
Бургомистр коммуны — Манфред Аугусцтин (СДПА) по результатам выборов 2005 года.
Совет представителей коммуны (нем. Gemeinderat) состоит из 21 места.
- СДПА занимает 14 мест.
- АНП занимает 5 мест.
- Партия UFO занимает 2 места.